# Prison de Spandau
Ne doit pas être confondu avec Citadelle de Spandau.
La prison de Spandau était située à l'ouest de Berlin dans le quartier de Spandau en secteur d'occupation britannique et fut célèbre pour ses prisonniers, d'anciens dignitaires nazis.

## Histoire
La prison de Spandau fut construite en 1876 afin de servir de prison militaire. À partir de 1919, on y incarcéra également des condamnés civils. Elle comptait alors environ 600 détenus.

### Les condamnés du procès de Nuremberg
Le 19 juillet 1947, les anciens dignitaires nazis condamnés à l'incarcération par le tribunal de Nuremberg y entrèrent pour purger leurs peines. Les Américains, Britanniques, Français et Soviétiques s'occupèrent alors conjointement de l'administration de l'établissement. Ils s'assurèrent également chaque mois à tour de rôle de la surveillance des sept prisonniers :
- Konstantin von Neurath (1873-1956) libéré en 1954 ;
- Erich Raeder (1876-1960) libéré en 1955 ;
- Karl Dönitz (1891-1980)  libéré en 1956 ;
- Walther Funk (1890-1960) libéré en 1957 ;
- Baldur von Schirach (1907-1974) libéré en 1966 ;
- Albert Speer (1905-1981) libéré en 1966 ;
- Rudolf Hess (1894-1987) mort dans la prison en 1987.

Le système de sécurité était maximal. Les gardiens avaient ordre de tirer à vue sur tout individu tentant de s'introduire dans l'enceinte (des panneaux avertissaient de ce risque autour de la forteresse). Les militaires des 4 puissances alliées (France, URSS, Royaume-Uni, États-Unis) qui se relayaient mois après mois dans la prison n'avaient aucun contact direct avec les prisonniers.

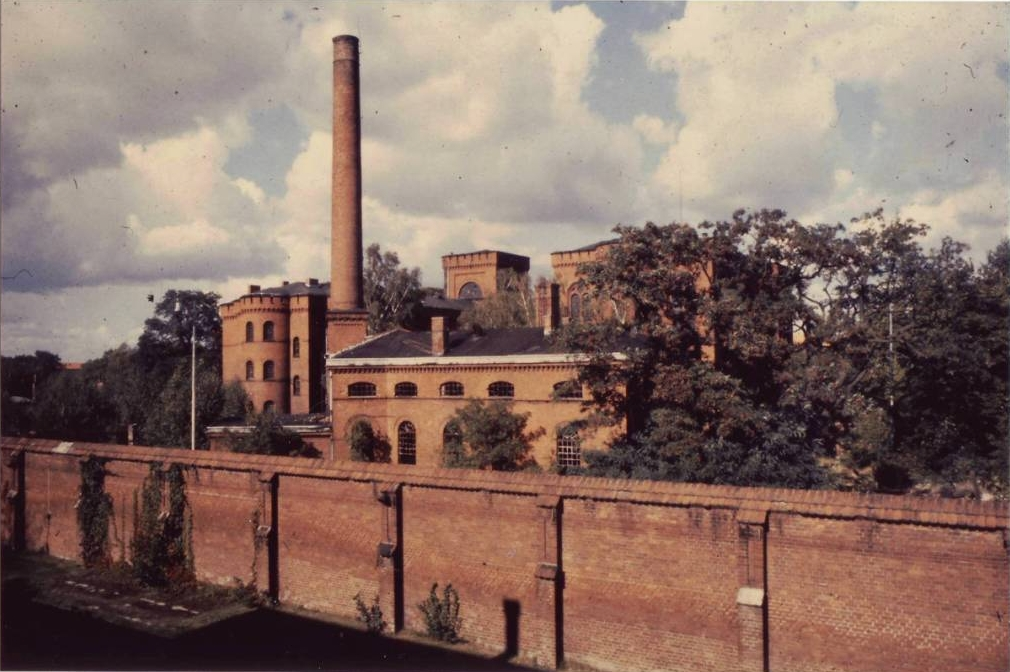
Vue sur les « Smuts Barracks » .
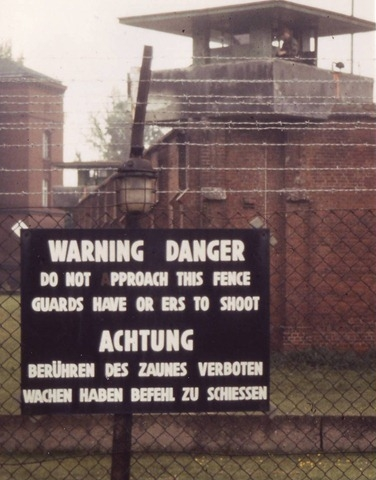
Mirador, barbelés et panneau d'avertissement.
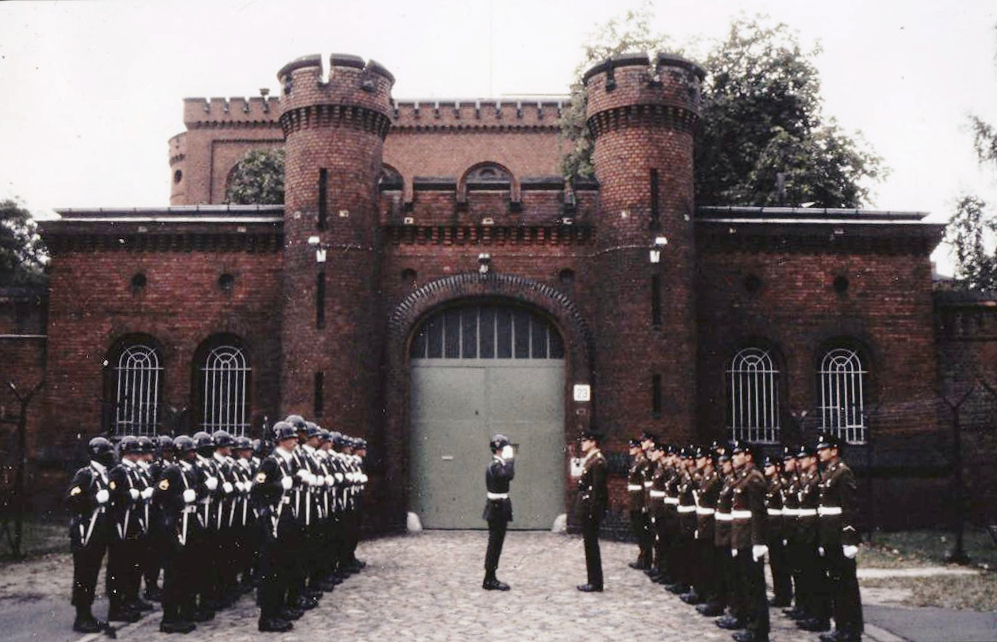
Relève de la garde (États-Unis - Royaume-Uni).
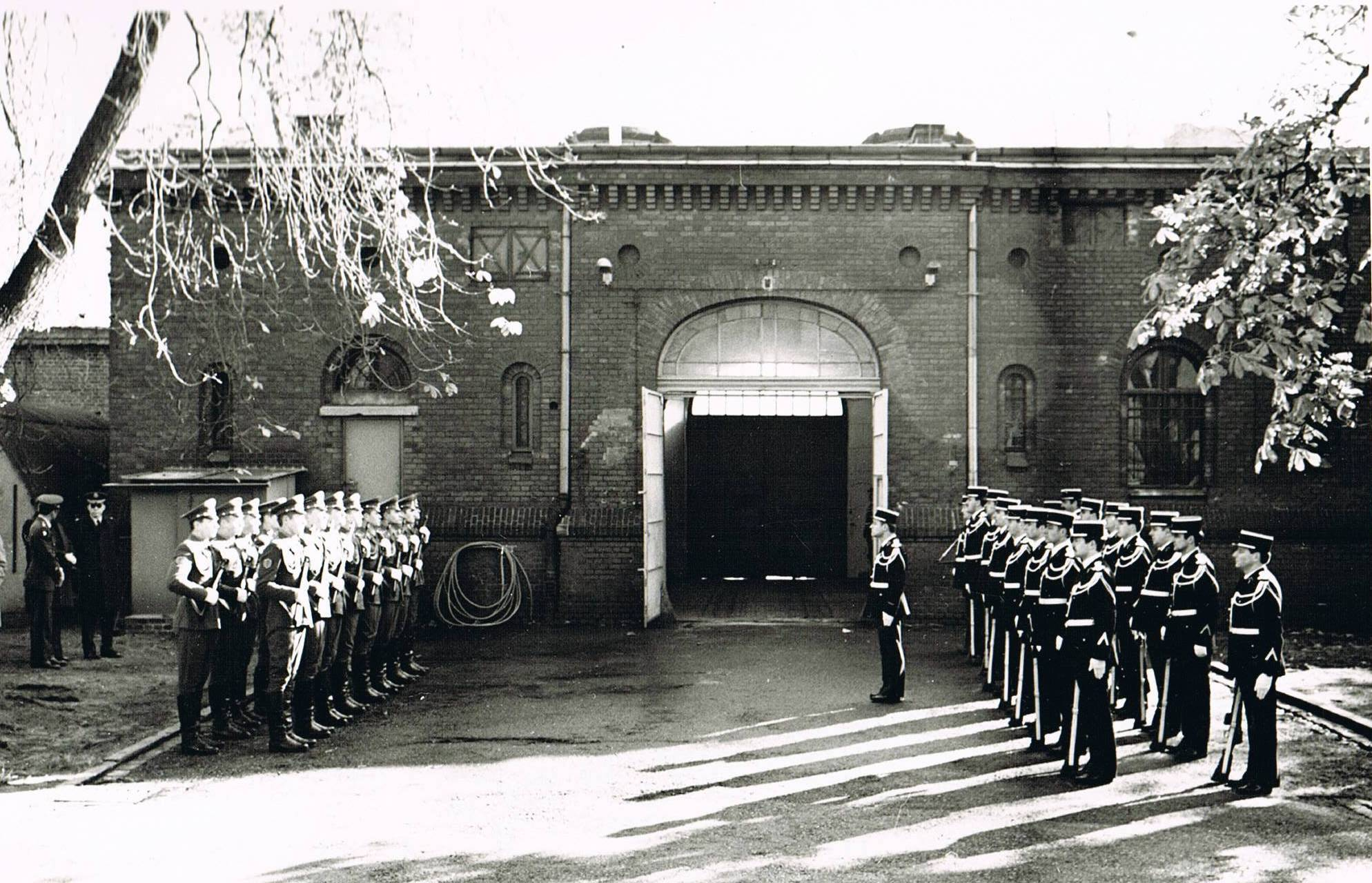
Relève de la garde  (URSS - France) (1er mars 1981).

Des tentatives de libération de Rudolf Hess auraient eu lieu dans les années 1970-1980, sans que l'on sache combien. L'Association pour la libération de Rudolf Hess est défendue alors par l'avocat Raymond de Geouffre de la Pradelle.

### Destruction

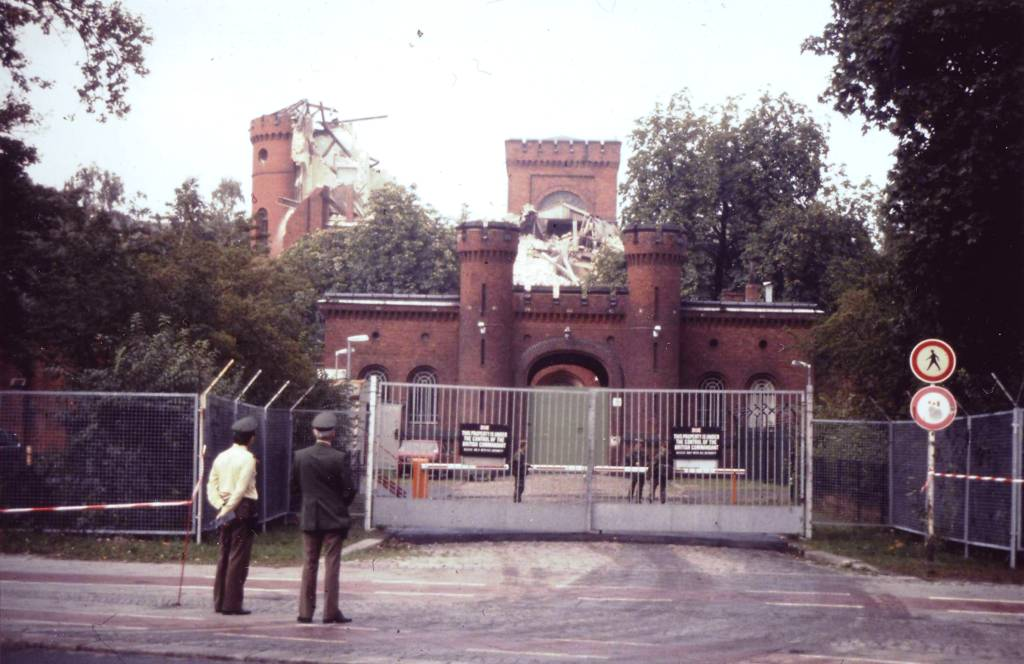
Destruction de la prison de Spandau.

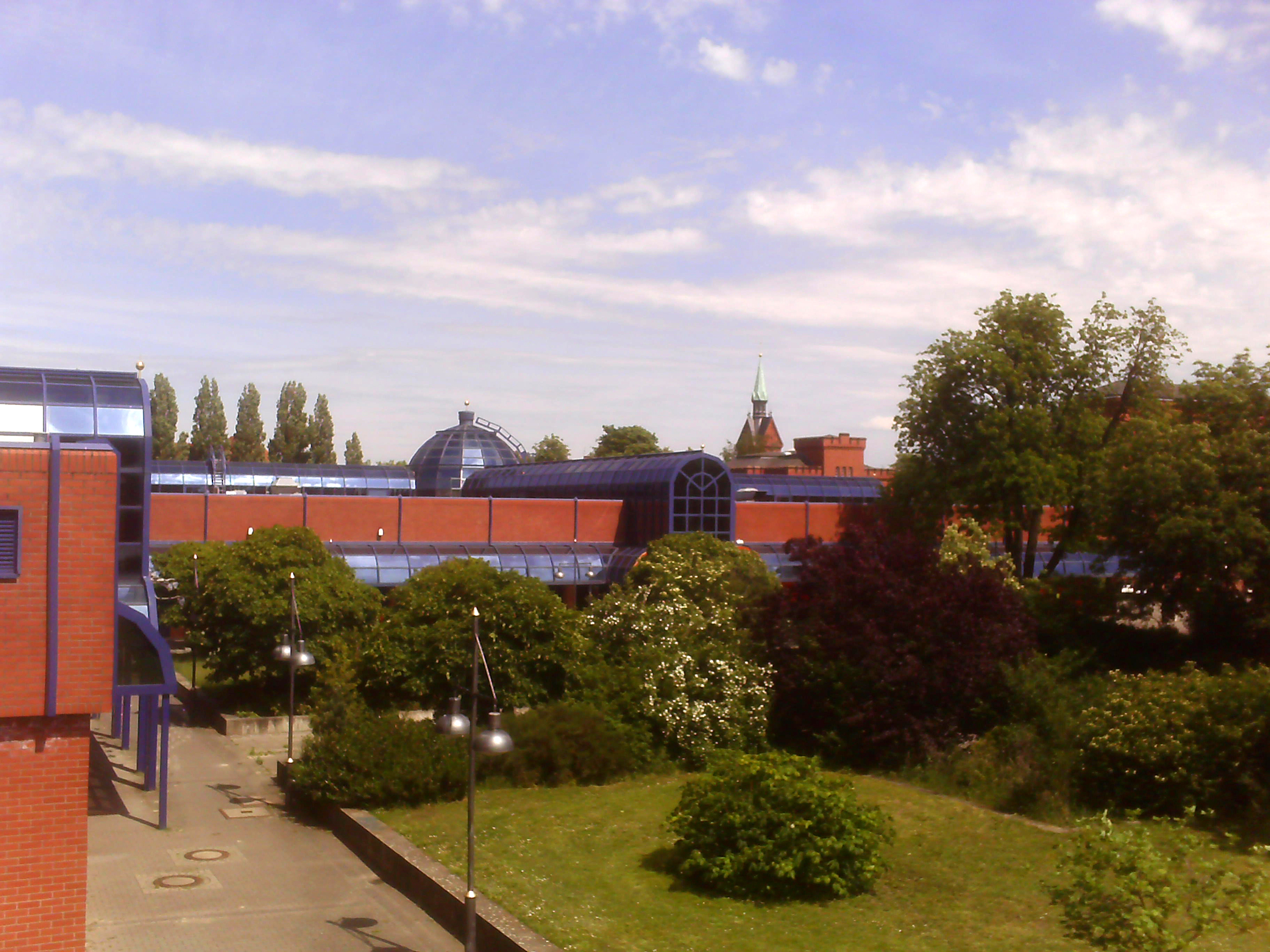
Le Britannia Centre de Spandau en 2009.

Après la mort de son dernier prisonnier, Rudolf Hess, seul occupant des lieux entre 1966 et son suicide en 1987, et afin d'éviter que le lieu ne fasse l'objet de rassemblements néonazis, l'établissement est entièrement rasé en 1987 et remplacé par un supermarché, l'ancien Britannia Centre Spandau. Les matériaux qui avaient servi à la construction de la prison furent dispersés dans la mer du Nord.
La prison de Spandau est parfois confondue avec la citadelle de Spandau, construite au cours de la seconde moitié du XVIe siècle et située à trois kilomètres.

## Littérature
- Le roman Des chiens vivants de Jean Anglade, qui fait référence aux sept dignitaires nazis incarcérés dans la prison de Spandau, après leur jugement au tribunal international de Nüremberg en 1945.
- Le livre Les 7 de Spandau est un document précis et documenté sur la prison-forteresse.
- Le roman Oies Sauvages 2 de Daniel Carney : un groupe d'activistes engage le mercenaire Allen Faulkner pour libérer Rudolf Hess au début des années 1980. Ce roman décrit très bien la forteresse de Spandau et l'auteur avait trouvé une vraie faille dans la sécurité de la prison[réf. nécessaire].